# 短叶秦岭藤
短叶秦岭藤（学名：Biondia yunnanensis）是夹竹桃科秦岭藤属的植物，是中国的特有植物。分布于中国大陆的四川、云南等地，生长于海拔2,000米的地区，见于山地林中，目前尚未由人工引种栽培。
其种加词 yunnanensis 意为“云南的”。
现接受名为Vincetoxicum mairei (Hand.-Mazz.) Meve & Liede, 2018。